# Petru Bălan
Pour les articles homonymes, voir Bălan.
Pas d'image ? Cliquez ici

a Compétitions nationales et continentales officielles uniquement.

b Matchs officiels uniquement.
Dernière mise à jour le 4 juillet 2017.
Petru Vladimir Bălan, né le 12 juillet 1976 à Suceava, est un joueur international roumain de rugby à XV évoluant au poste de pilier.

## Biographie
Alors qu'il doit signer pour les Northampton Saints en mars 2008, le club anglais renonce à la suite d'une visite médicale qui révèle des problèmes de dos. Après plusieurs mois de chômage, Bălan s'engage avec le Saint-Jean-de-Luz olympique rugby, club de Fédérale 1 en octobre 2008. En janvier 2009, Bălan signe à Brive pour pallier l'absence de Pablo Henn.
Après un bref passage à Dax et un retour en Roumanie à Timisoara, il a joué ROC en Fédérale 1 et au CS Vienne aux côtés de son compatriote Alexandru Manta. Il termine sa carrière au FC Tournon Tain en Fédérale 2, où il se reconvertit en entraîneur de l'équipe junior.

## Palmarès
- Championnat de Roumanie de rugby à XV :
  - Vainqueur (3) : 2000, 2001 et 2012
- Coupe de Roumanie de rugby à XV :
  - Vainqueur (2) : 2000 et 2001
- Championnat de France de rugby à XV : 
  - Vainqueur (2) : 2005 et 2006
- Coupe d'Europe de rugby à XV : 
  - Finaliste (1) : 2006
- Pro D2 :
  - Vice-champion (1) : 2002
- Accession en Fédérale 2 avec le FC Tournon Tain

## Statistiques en équipe nationale
- 54 sélections en équipe de Roumanie entre 1998 et 2009
- 8 essais (40 points)
- Vainqueur du Championnat européen des nations en 2000, 2002 et 2006